# 仁川登陆
仁川登陸戰（：／；代號：鐵鉻行動（英語：Operation Chromite））是韓戰中一場決定性的進攻及戰役。
戰役開始於1950年9月15日至9月28日結束，在兩棲行動中，聯合國軍通過在敵軍後方一系列登陸攻佔了京畿道的仁川并突破釜山地區戰線，當時參與進攻的聯合國軍主要是由美國陸軍五星上將道格拉斯·麥克阿瑟所指揮的美國海軍陸戰隊組成。
仁川戰役的突然爆发使朝鲜人民军失去了對仁川的控制，直接扭轉了戰局。聯合國軍接著展開反攻,直逼中朝國境鴨綠江邊，使此前持中立政策的中華人民共和國派遣中国人民志愿军干預聯軍北上攻勢。

## 背景

### 計劃
仁川登陸之構想是麥克阿瑟在韓戰爆發後4天的1950年6月29日視察韓國戰場後提出的，麥克阿瑟認為朝鲜人民军將會把大韓民國國軍從漢城擊退，他認為就算有美國的增援，憔悴、缺乏機動力及裝備低劣的大韓民國國軍也不能阻止朝鮮人民軍的進攻，他相信只有在敵人後方實施決定性的軍事行動才能令局勢改善，因此他希望在仁川附近實施登陸以切斷人民軍之補給線令它失去戰鬥力，從而贏得戰爭勝利。

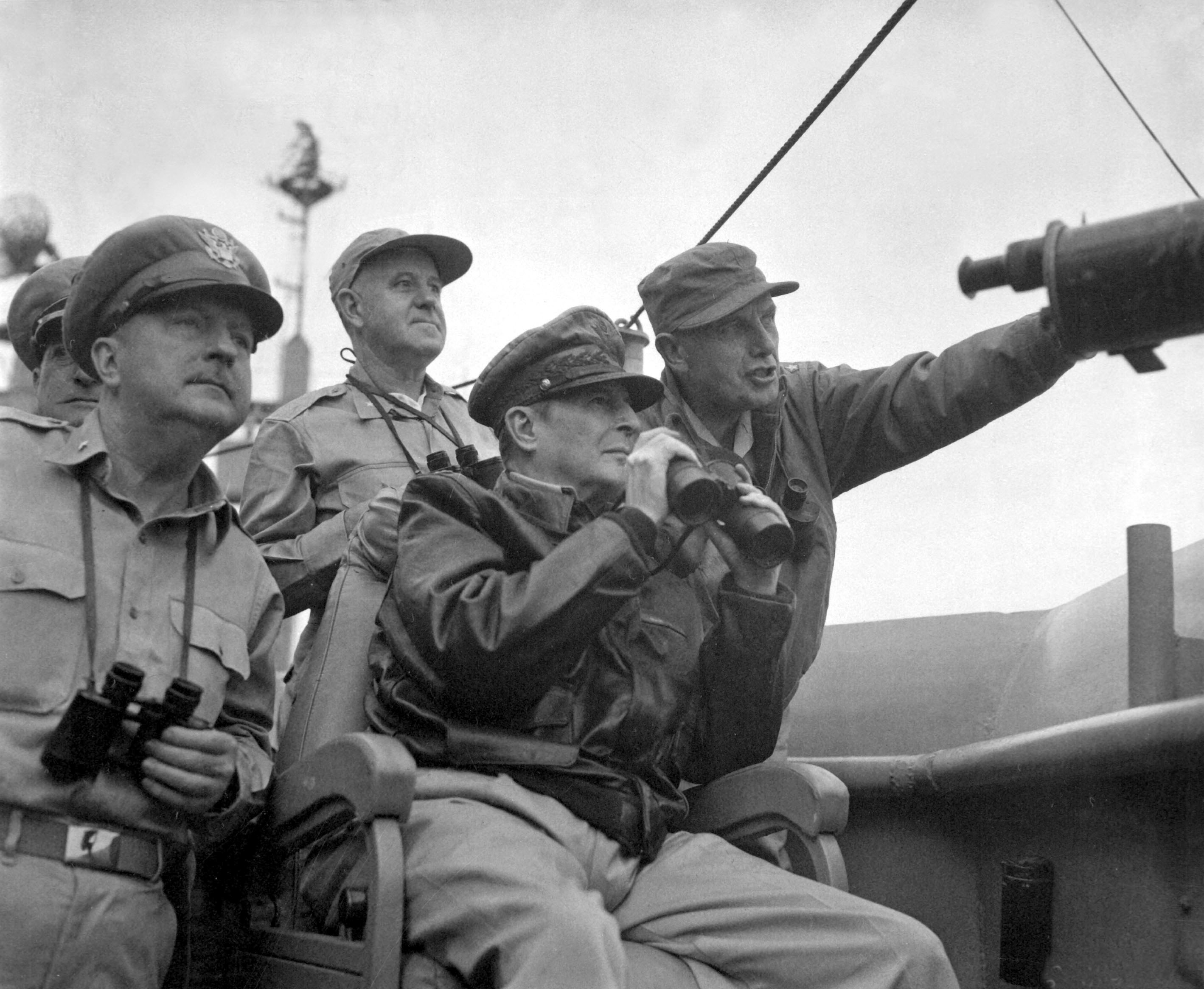
1950年9月15日，聯合國軍總司令道格拉斯·麥克阿瑟在麥金利山號巡洋艦(AGC-7)上觀看仁川灘頭情況

為了完成這次龐大的兩棲登陸行動，麥克阿瑟要求動用美國海軍陸戰隊遠征軍，這支部隊在第二次世界大戰的太平洋戰爭中已證明了其實施聯合兩棲作戰之能力，但是，海軍仍未在美國總統杜魯門任內及美國國防部長路易斯·A·约翰逊的戰後裁軍行動中恢復過來，事實上，詹森希望取消整個海軍及將海軍陸戰隊遠征軍人數從最高峰時的300,000人縮減至27,000人，很多海軍登陸艇及兩棲戰艦已經被出售、作為廢物被拆毀或轉移至美國陸軍專用，當倉促地重新裝備二次大戰時期登陸艇、從釜山周邊陣地撤出及重新徵召的海軍陸戰隊集合在一起後，海軍指揮官認為有能力實施這次進攻行動。 
麥克阿瑟決定使用美國遠東司令部（FECOM）的聯合戰略及行動組（JSPOG）策劃行動，最初之計劃令其他將領非常懷疑成功之可能性，因為仁川之自然環境及十分堅強的防御工事，進入仁川有兩個航道，飛魚峽及東航道，它們很容易被水雷封鎖，航道的水流十分快及危險—3至8節，然而錨地十分細小及港口被很高的海堤包圍，指揮官阿里·G·卡柏寫道：「我們列出了每個自然和地理障礙名單-在仁川所有項目都榜上有名。」
這些問題，加上朝鮮人民軍的進攻，迫使麥克阿瑟取消於1950年7月在仁川登陸的最初計劃，藍心行動。
雖然有這些障礙，麥克阿瑟在9月提出了修改的仁川進攻計劃：100-B計劃，代號「鐵鉻行動」，詹姆士·杜里海軍上將簡單總結道：「最好我能說在仁川是不可能的。」，軍官們在簡介時花了很多時間討論是否可選擇如全羅北道的群山等其它登陸地點，在簡報後麥克阿瑟用了45分鐘解釋選擇仁川的原因，他說因為仁川已被嚴密防守，敵人不會估計到進攻在這裡出現，而在仁川的勝利亦可避免因在更北方而出現之嚴酷冬季作戰，聯合國軍隊可在仁川的行動中切斷朝鮮人民軍的補給路線，同時仁川被選中因為它接近漢城，福雷斯特 P.謝爾曼海軍上將及J·勞頓·柯林斯陸軍上將回到華盛頓即批准登陸行動。
在仁川的登陸不是自從第二次世界大戰後第一次大型登陸行動，第一次是在1950年7月18日由美國第1騎兵師在浦項的登陸，但當時行動不是在敵人的佔領區內進行，亦沒有遇到抵抗。

### 登陸之前

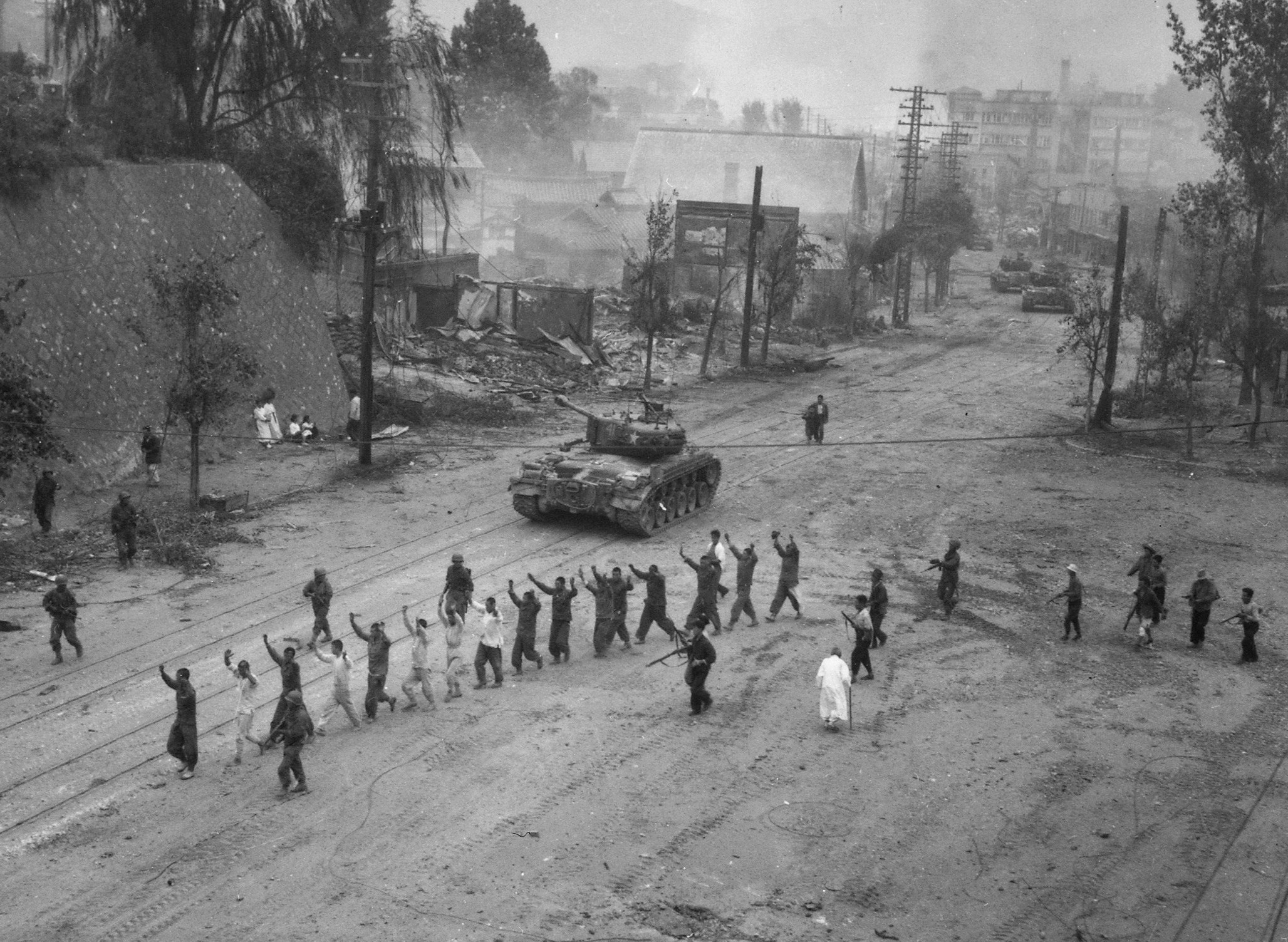
M26潘興戰車在仁川登陸後進入漢城參與壓制T-34型坦克

在仁川的主要進攻開始前7天、代號楚蒂·傑克森（Trudy Jackson）的美國中央情報局和軍事情報聯合偵察行動中，一組遊擊隊抵達仁川，該隊人員由海軍上尉尤金·克拉克率領在港口入口的靈興島登陸，將情報發回給美軍。
在當地居民以及日治時期潮汐記錄的幫助下，遊擊隊收集了關於潮汐、淤泥灘、海堤及敵人防御工事之情報，最重要的貢獻是重開在班尼島的燈塔，當朝鮮人民軍發現盟軍的情報人員已進入半島後，他們派出了16名步兵實施一次掃蕩，尤金在一艘舢板上架起機關槍及擊沉了前來進攻的小艇，作為報復，人民軍殺死了最多50名曾幫助尤金的平民。
在實際登陸進行前，一系列的訓練及試驗在韓國的海岸與仁川相似的地形進行，這些訓練旨在完善登陸船的時間及表現。
在登陸部隊接近時，數艘聯合國軍的巡洋艦及驅逐艦砲轟月尾島及掃除在飛魚峽航道上的水雷，當加拿大軍參加韓戰時，其巡洋艦卡育加號、阿帕切號及蘇族號炮轟海岸，快速航空母艦部隊實行戰鬥掩護、封鎖及對地攻擊之任務，第9驅逐艦中隊在美軍曼斯菲爾德號率領下，冒著敵人炮火下駛入東航道及進入仁川港，該攻擊顯示出一場登陸行動即將展開，在月尾島上的朝鮮人民軍軍官通知上級，表示其希望將敵人趕入海中。

## 戰役

仁川登陸作戰示意圖

仁川登陆作战示意图

在戰役中的小艦隊由詹姆斯·貝斯特指揮，他是兩棲作戰的專家，貝斯特在第二次世界大戰中參與了很多兩棲登陸行動，包括雷伊泰島戰役及諾曼第登陸。

### 綠灘
1950年9月15日早上6時30分，美軍第10軍的先頭部隊在月尾島北部的「綠灘」（月尾岛的海滩）登岸，登陸部隊包括羅伯特·塔普萊特中校指揮的美國海軍陸戰隊第5團第3營及第1戰車營的9輛M26潘興戰車，其中一輛裝有火焰喷射器（火焰喷射坦克）及另外兩輛裝有推土機片，登陸部隊使用了在第二次世界大戰期間設計及制造的坦克登陸艦進行登陸，在日出前佔領全島，聯合國軍只有14人死傷，朝鮮人民軍的傷亡包括超過200人陣亡及136人被俘，主要造成伤亡的是第918炮兵團的炮击及第226獨立陸戰團的正面进攻，在綠灘之登陸部隊一直等待至下午7時50分潮漲，使其他部隊可以登陸，在這段時間內，大規模的炮轟及轟炸沿著佈滿反坦克地雷的灘頭陣地進行，以阻止人民軍之反攻，第二登陸波將轉向在「紅灘」及「藍灘」進行。
人民軍沒有預料到聯合國軍進攻仁川，在綠灘的戰事前，其預計主要的進攻將指向群山（可能由於美國的反情報網誤導），結果只派出少量部隊往仁川，而且他們來得太遲，在聯合國軍到達紅灘及藍灘後才到達，而已經在仁川的守軍亦被克拉克的遊擊隊削弱，凝固汽油彈的轟炸亦破壞了主要彈藥庫，總共有261艘船湧入港內。

### 紅灘

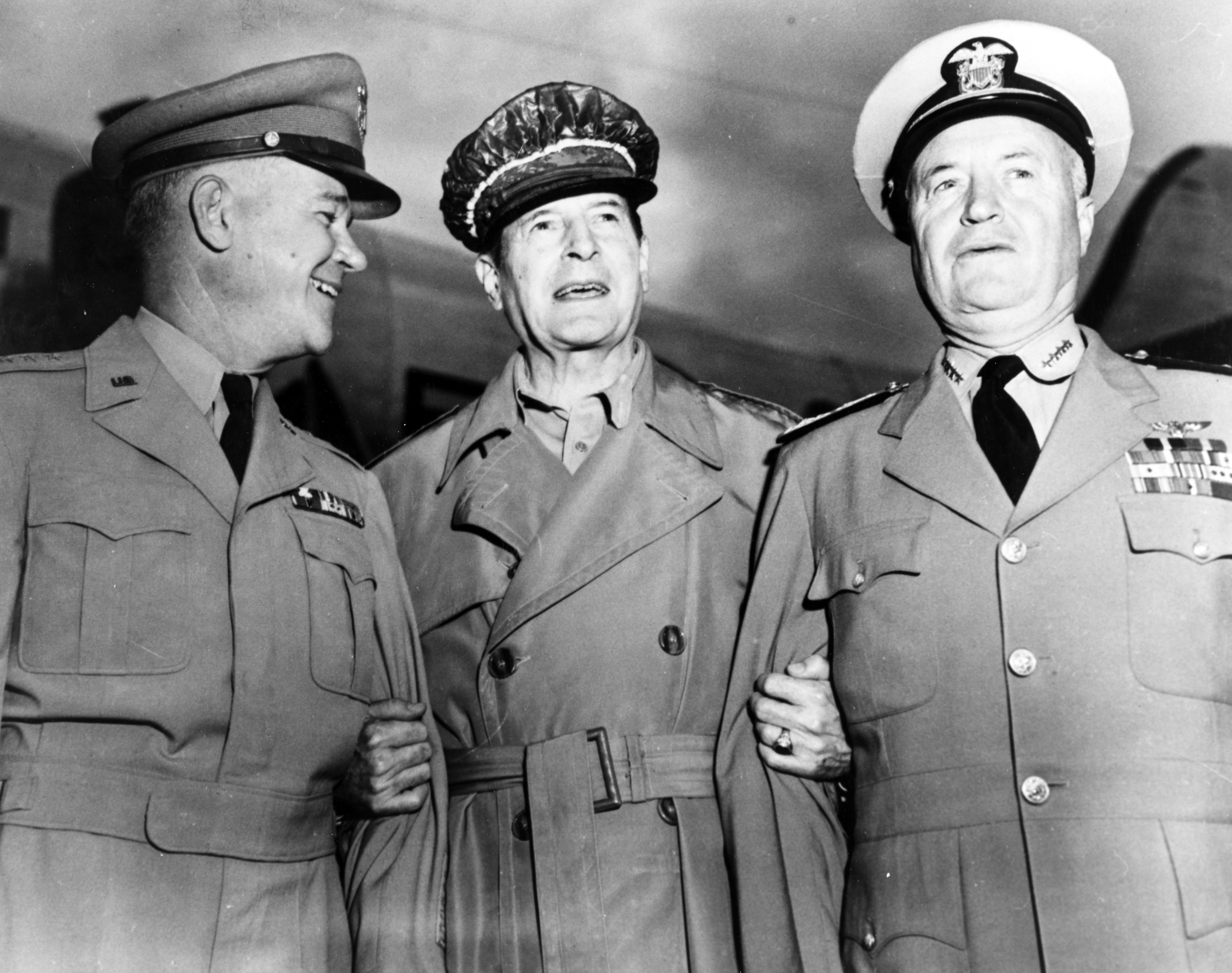
聯合國軍司令道格拉斯·麥克阿瑟（中間）與美國陸軍參謀長勞頓·科林斯上將（左）、美國海軍作戰部長福雷斯特 P.謝爾曼上將（右）合影，麥克阿瑟利用他們的會議說服了其他軍方領袖同意進攻仁川的必要性）

紅灘登陸部隊的美國海軍陸戰隊第5團使用梯子爬越海堤作戰，當壓制了朝鮮人民軍之抵抗後，他們打開了通往月尾島的堤道，令坦克可以從綠灘加入戰鬥，在紅灘之部隊共有8人陣亡及28人受傷。

### 藍灘
由劉易斯·伯韋爾·普勒指揮的美國海軍陸戰隊第1團在遠離之前兩個海灘南面的藍灘登陸，當他們到達海岸時，幾門人民軍大炮的綜合火力擊沉了一部兩棲登陸艇，破壞性的炮轟及轟炸壓制了朝方防守，當他們最後到達時，在仁川的人民軍已經投降，因此藍灘的聯合國軍只付出很少代價及遇到微弱的抵抗，美國海軍陸戰隊第1團付出很多時間以增強灘頭陣地的防御及準備向內陸進攻。

## 結果

### 灘頭陣地

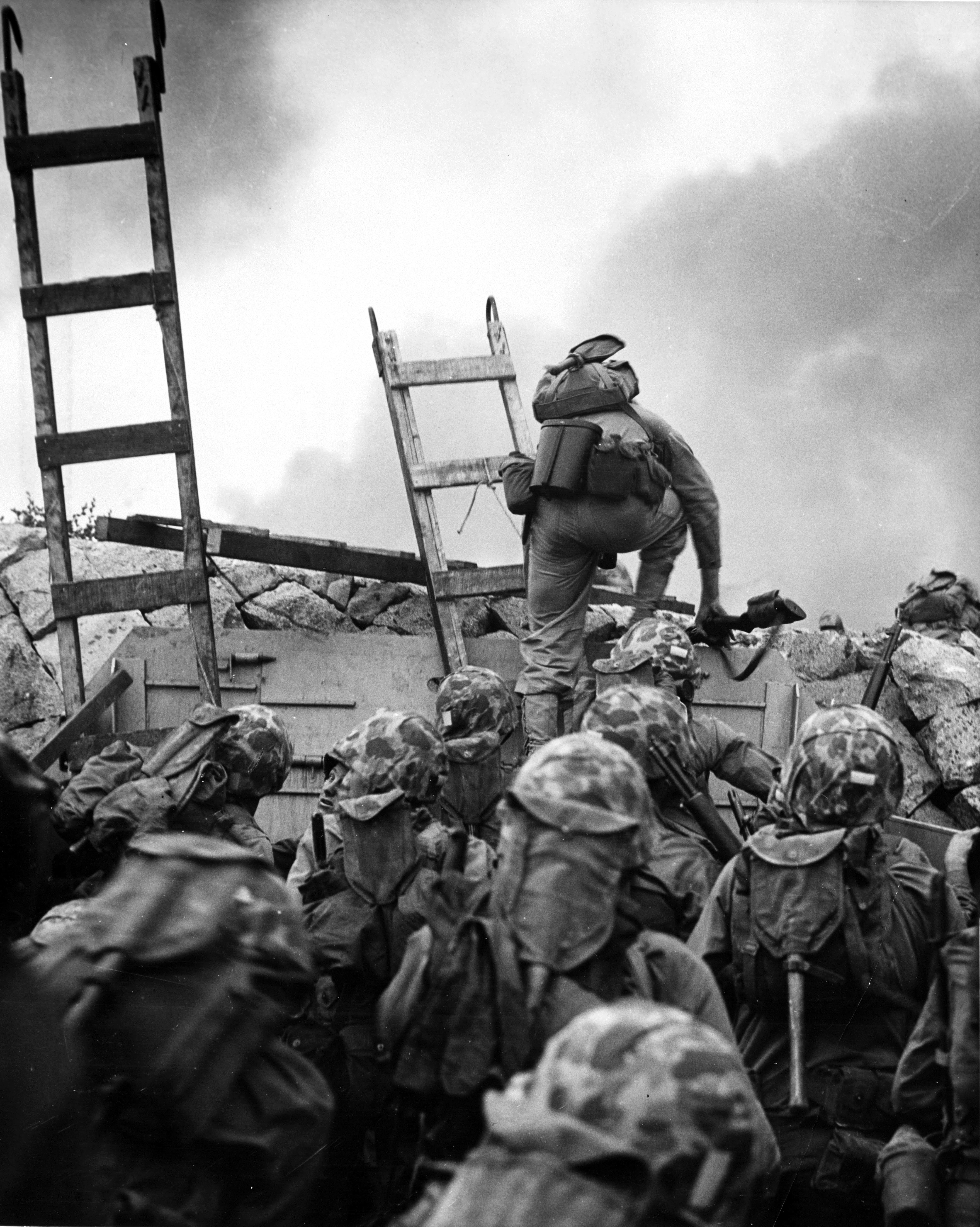
美國海軍陸戰隊的巴爾多梅洛·洛佩茲中尉在登陸紅灘後（9月15日）正爬越海堤，在拍下這張照片數分鐘後，洛佩茲被一枚投到他身上的手榴彈炸死，他死後獲追贈榮譽勳章

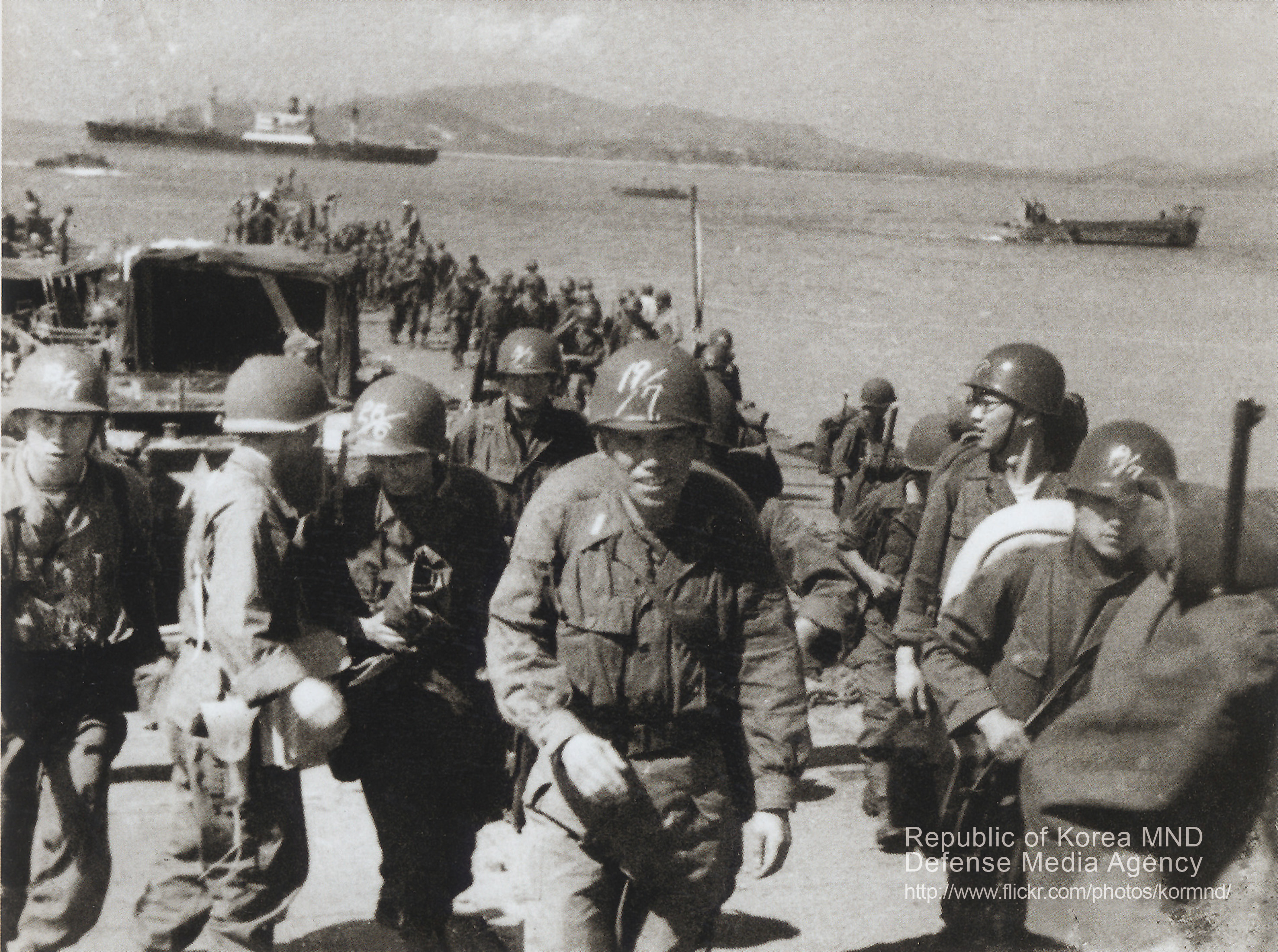
大韓民國國軍大韓民國第2步兵師第17團登陸月尾島

在清除仁川的朝鮮人民軍抵抗後，補給及增援的行動立即開始，海軍工兵營及水中爆破大隊（UDTs；海豹部隊前身）已經到達與海軍陸戰隊一起在綠灘建設了浮筒碼頭及清除了水中的殘骸，碼頭是用來卸下餘下的兩棲登陸艇。
由金日成在聯合國軍登陸後所寫的文件指出：「原本的計劃是在一個月內結束戰爭，我們不能消滅4個美軍師團...我們因聯合國軍、美國空軍及海軍的出現而感到震驚。」
9月16日，朝鮮人民軍知道了他們的錯誤，派出6辆T-34型坦克到灘頭陣地，聯合國軍立即作出反應，VMF-214中隊的2架F4U海盜式戰鬥機攻擊了這些坦克，空中攻擊消滅了敵人一半的坦克縱隊,，但是却損失了一架飛機，由M26潘興型坦克發動之反攻消滅了剩下的朝鮮人民軍裝甲師及清除了攻佔仁川的道路。
9月19日，美國陸軍工兵修復了通往內陸長8英哩（13公里）的鐵路，金浦機場已被攻佔及運載燃料及軍械的運輸機開始飛入在仁川的機場，海軍陸戰隊繼續卸下補給及增援，到9月22日，他們已卸下6,629輛車輛、53,882名士兵及25,512英噸（23,000 公噸）補給品。

### 漢城戰役

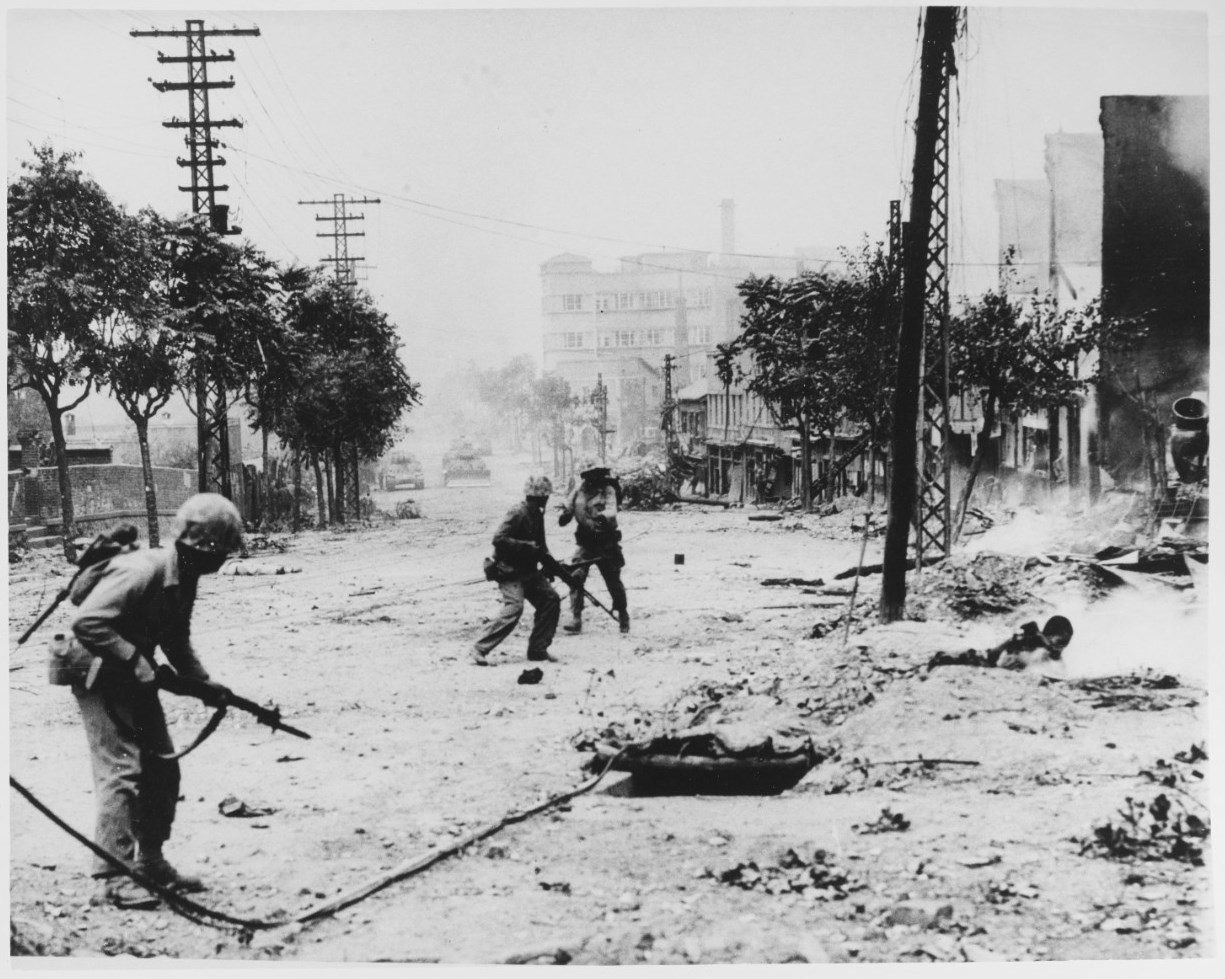
美國海軍陸戰隊於1950年9月底在漢城陷入巷戰，相片中的美軍士兵手持M1加蘭德半自動步槍及白朗寧自動步槍，街上滿佈朝鮮人民軍陣亡士兵的屍體，遠處是一輛M4雪曼坦克

與在仁川快速取得的勝利相反，對漢城的進攻十分緩慢及付出很大代價，朝鮮人民軍派出另一中隊的T-34型坦克發動反攻，它們落入陷阱及被擊毀，亦派出一些雅克式戰機轟炸仁川港，但只造成輕微損失。朝鮮人民軍嘗試阻擊聯合國軍的進攻以爭取時間增援漢城及從南面撤出部隊。雖然有警告在攻佔漢城的過程上令朝鮮人民軍可從南方逃走，麥克阿瑟覺得他要儘快兌現之前向大韓民國政府收復首都的承諾。
第二天，運載美軍第7步兵師的船隻到達仁川港，巴爾將軍渴望指揮部隊阻擊敵軍從漢城南面發起之行動，9月18日早上，該師美軍第32步兵團的第2營在仁川登陸及該團餘下的單位在該日晚些時間登陸，第二天早上，第2營已向一個海軍陸戰隊營所攻佔在漢城右邊的據點移動，同時，第7步兵師的第31步兵團在仁川登岸，佔領漢城公路以南地區的任務在9月19日下午6時交給第7步兵師負責，隨後第7師在漢城市郊與朝鮮人民軍爆發激烈的戰鬥。
在戰役前，朝鮮人民軍只有一個戰鬥力不強的師在漢城駐守，該師大部份駐紮在漢城南部。麥克阿瑟親自監督了第1陸戰團在通往漢城的路上與朝鮮人民軍的戰鬥，鐵鉻行動的指揮權交給了美國第10軍軍長愛德華·阿爾蒙德中將，阿爾蒙德的目標是在9月25日拿下漢城，剛好是戰爭爆後3個月的時間，9月22日，美國海軍陸戰隊進入漢城以尋找堅強防守之據點，他們在逐屋爭奪戰中付出較大傷亡，由於渴望宣稱漢城的光復，阿爾蒙德宣佈該城在9月25日收復，雖然海軍陸戰隊仍然進行逐屋爭奪戰（在北部郊區仍可聽到槍聲及炮火聲）。

### 釜山突破
9月16日，美軍第1騎兵師和第2步兵師配合仁川登陸，從釜山防御圈内發起反攻，18日渡過洛東江，突破了人民軍的防線。金日成的部隊開始混亂地向北撤退。26日，騎兵師的林奇特遣隊以坦克連為先導，在1天中疾馳106英里，與阿爾蒙德的部隊在水原附近會合。至此仁川戰役基本结束。

## 影视作品
- 月尾岛（朝鲜）
- 一去不回的海兵（韓國）
- 證言（韓國）
- 仁川（Inchon（英语：Inchon (film)））（美国）
- 《代號：鐵鉻行動》(美國、韓國）

### 引用
1. ↑  Halberstam The Coldest Winter, p. 302.
2. ↑  Utz, Curtis. . Washington: Naval Historical Center, Dept. of the Navy. 2000: 24. ISBN 0945274270.
3. ↑  Blair, Clay The Forgotten War: America in Korea, 1950–1953, Naval Institute Press (2003)
4. ↑  Krulak, Victor H. (Lt. Gen.), First to Fight: An Inside View of the U.S. Marine Corps, Naval Institute Press (1999)
5. 1 2  "Landings By Sea Not New In Korea": September 15, 1950 The New York Times (page 3)
6. ↑  "United States Marines Headed For Seoul": September 18, 1950 The New York Times (page 1)
7. ↑  孟慶龍、杜繼東、俞金堯譯，1999，《韓戰：漫長的戰鬥（上）》，台北市：麥田出版。譯自Toland, John. In Mortal Combat: Korea, 1950-1953. New York: Morrow, 1991
8. ↑  Alexander, Joseph H.; Horan, Don. . HarperCollins. 1999: v. ISBN 978-0-06-093109-4.
9. ↑  "The Inchon Invasion, September 1950: Overview and Selected Images" from Naval Historical Center （页面存档备份，存于） and " First Lieutenant Baldomero Lopez, USMC" from US Marine Corps （页面存档备份，存于）
10. ↑  Baldwin, Hanson W., , The New York Times, September 27, 1950: 6  [June 18, 2006], （原始内容存档于2014-04-07）

## 外部連結
- Max Hermansen (2000) "Inchon – Operation Chromite"  （页面存档备份，存于）
- Marines Starved of Troops and Equipment by Truman Administration
- CNN article about the landing's 50th anniversary （页面存档备份，存于）
- The taking of Wolmi-Do (focused on the USS Mansfield)
- Invasions of Inchon and Wonsan remembered  French and English supported operations. Allies provide a unique perspective of naval operation in the Korean War.